# Vers-sous-Sellières
Vers-sous-Sellières är en kommun i departementet Jura i regionen Bourgogne-Franche-Comté i östra Frankrike. Kommunen ligger i kantonen Sellières som tillhör arrondissementet Lons-le-Saunier. År 2022 hade Vers-sous-Sellières 233 invånare.

## Befolkningsutveckling
Antalet invånare i kommunen Vers-sous-Sellières
Referens:INSEE